# Lev Roussov
Lev Roussov (en russe : Лев Александрович Русов, Lev Alexandrovitch Roussov), né le 31 janvier 1926 à Léningrad et mort le 20 février 1987 à Léningrad, est un peintre russe.

## Biographie
Lev Roussov est né le 31 janvier 1926 dans la ville de Léningrad (Union soviétique). En 1939-1941, il étudie à l'atelier d'art de Vyborg, dans l'oblast de Léningrad. En décembre 1941, il est évacué, avec sa mère, lors du siège de Léningrad, vers la région de Gorki. En 1943, il s'installe à Kostroma pour continuer sa carrière artistique et étudie désormais dans une école d'art régionale. En 1945, il est transféré à l'École d'Art Tavritcheskaïa, de laquelle il sort diplômé en 1947.
En 1954, Russov montre ses œuvres dans des expositions d'arts de Leningrad. En 1955, il devient membre de la section de Leningrad des artistes de l'Union soviétique.
Russov Lev révèle son talent dans une série de portraits de ses contemporains, réalisés du milieu des années 1950 jusqu'aux années 1960.
Lev Russov décède à Leningrad le 20 février 1987, à l'âge 62 ans, d'une maladie cardiaque. Ses peintures sont exposées dans des musées et collections privées en Russie, Norvège, Grande-Bretagne, Suède, États-Unis, en France, et d'autres. Veuve, Catherine Balebina décède 15 ans après son mari et meurt le 20 juin 2002 à Saint-Pétersbourg (Russie) à l'âge de 69 ans.

## Vidéos
- Artist Lev Russov (1926-1987)
- Portrait painting of 1920-1990s. The Leningrad School. Part 1
- Portrait in painting of 1920-1990s. The Leningrad School. Part 2
- Portrait in painting of 1920-1990s. The Leningrad School. Part 3
- City of Leningrad and his citizens in Painting of 1930-1990s. Part 2